# Élections sénatoriales de 2014 dans le Cantal
Les élections sénatoriales de 2014 dans le Cantal ont lieu le dimanche 28 septembre 2014. Elles ont pour but d'élire les deux sénateurs représentant le département au Sénat pour un mandat de six années.

## Contexte départemental
Lors des élections sénatoriales de 2008 dans le Cantal, deux sénateurs ont été élus au scrutin majoritaire : Pierre Jarlier, alors affilié à l'UMP et Jacques Mézard, issu des rangs des radicaux de gauche. L'un et l'autre sont à nouveau candidats en 2014. 
Depuis 2008, le collège électoral, constitué des grands électeurs que sont les sénateurs sortants, les députés, les conseillers régionaux, les conseillers généraux et les délégués des conseils municipaux, a été largement renouvelé par des élections législatives en 2012 à l'issue desquelles majorité et opposition se partagent les deux circonscriptions du département, les élections régionales de 2010 qui ont conforté la majorité de gauche au conseil régional d'Auvergne, les élections cantonales de 2011 qui ont permis à la droite de conserver sa large majorité au conseil général, et surtout les élections municipales de 2014 qui ont vu la droite gagner Ytrac mais perdre Riom-ès-Montagnes et Vic-sur-Cère. Mais dans ce département très rural, où plus de 70 % des grands électeurs sont issus des conseils municipaux des communes de moins de 2 500 habitants, c'est dans les petites communes que se joue l'élection.

## Rappel des résultats de 2008
| Candidat et parti politique | Candidat et parti politique | Candidat et parti politique | Premier tour | Premier tour | Second tour | Second tour |
| Candidat et parti politique | Candidat et parti politique | Candidat et parti politique | Voix         | %            | Voix        | %           |
| --------------------------- | --------------------------- | --------------------------- | ------------ | ------------ | ----------- | ----------- |
|                             | Pierre Jarlier              | UMP                         | 310          | 59,73        |             |             |
|                             | Jacques Mézard              | PRG                         | 220          | 42,39        | 283         | 55,82       |
|                             | Yves Coussain               | UMP                         | 129          | 24,86        | 224         | 44,18       |
|                             | Louis-Jacques Liandier      | UMP                         | 135          | 26,01        | Retrait     | Retrait     |
|                             | Jacques Klem                | PS                          | 124          | 23,89        | Retrait     | Retrait     |
|                             | Jean-Pierre Roume           | PCF                         | 22           | 4,24         | Retrait     | Retrait     |
|                             | Lionel Roucan               | Verts                       | 18           | 3,47         | Retrait     | Retrait     |
|                             | Jean-Yves Marquet           | DVD                         | 16           | 3,08         | Retrait     | Retrait     |
|                             | Éric Faurot                 | FN                          | 2            | 0,39         | Retrait     | Retrait     |
|                             | François Bré                | DIV                         | 0            | 0,00         | Retrait     | Retrait     |
|                             |                             |                             |              |              |             |             |
| Inscrits                    | Inscrits                    | Inscrits                    | 529          | 100,00       | 529         | 100,00      |
| Abstentions                 | Abstentions                 | Abstentions                 | 4            | 0,76         | 2           | 0,38        |
| Votants                     | Votants                     | Votants                     | 525          | 99,24        | 527         | 99,62       |
| Blancs et nuls              | Blancs et nuls              | Blancs et nuls              | 6            | 1,14         | 20          | 3,80        |
| Exprimés                    | Exprimés                    | Exprimés                    | 519          | 98,86        | 507         | 96,20       |

## Sénateurs sortants
| Sénateur | Sénateur       | Parti | Fonctions lors de l'élection en 2008 |
| -------- | -------------- | ----- | ------------------------------------ |
|          | Jacques Mézard | PRG   | Adjoint au maire d'Aurillac          |
|          | Pierre Jarlier | UDI   | Maire de Saint-Flour                 |

## Collège électoral
En application des règles applicables pour les élections sénatoriales françaises, le collège électoral appelé à élire les sénateurs du Cantal en 2014 se compose de la manière suivante :
| Délégués des communes                                                                         |                        |                       |                       |          |                     |
|                                                                                               | Conseillers municipaux | Délégués / commune    | Communes concernées   | Délégués | % collège électoral |
| Délégués des communes de moins de 9 000 habitants                                             |                        |                       |                       |          |                     |
| - communes de < 100 habitants                                                                 | 7                      | 1                     | 32                    | 32       | 5,98 %              |
| - communes de < 500 habitants                                                                 | 11                     | 1                     | 161                   | 161      | 30,09 %             |
| - communes de < 1 500 habitants                                                               | 15                     | 3                     | 48                    | 144      | 26,92 %             |
| - communes de < 2 500 habitants                                                               | 19                     | 5                     | 8                     | 40       | 7,48 %              |
| - communes de < 3 500 habitants                                                               | 23                     | 7                     | 1                     | 7        | 1,31 %              |
| - communes de < 5 000 habitants                                                               | 27                     | 15                    | 2                     | 30       | 5,61 %              |
| - communes de < 9 000 habitants                                                               | 29                     | 15                    | 2                     | 30       | 5,61 %              |
| Délégués des communes de 9 000 à 29 999 habitants                                             |                        |                       |                       |          |                     |
| - communes de < 10 000 habitants                                                              | 29                     | 29                    | 0                     | 0        | 0,00 %              |
| - communes de < 20 000 habitants                                                              | 33                     | 33                    | 0                     | 0        | 0,00 %              |
| - communes de < 30 000 habitants                                                              | 35                     | 35                    | 1                     | 35       | 6,54 %              |
| Délégués des communes bénéficiant des dispositions particulières pour les communes fusionnées |                        |                       |                       |          |                     |
| Loubaresse, Ally, Saint-Martin-Valmeroux, Champs-sur-Tarentaine-Marchal, Pleaux               |                        |                       | 5                     | 20       | 3,74 %              |
| Délégués des communes                                                                         | Délégués des communes  | Délégués des communes | Délégués des communes | 499      | 93,27 %             |
| Conseillers généraux                                                                          | Conseillers généraux   | Conseillers généraux  | Conseillers généraux  | 27       | 5,05 %              |
| Conseillers régionaux                                                                         | Conseillers régionaux  | Conseillers régionaux | Conseillers régionaux | 5        | 0,93 %              |
| Députés                                                                                       | Députés                | Députés               | Députés               | 2        | 0,37 %              |
| Sénateurs                                                                                     | Sénateurs              | Sénateurs             | Sénateurs             | 2        | 0,37 %              |
| Total                                                                                         | Total                  | Total                 | Total                 | 535      | 100,00 %            |

1. ↑  Dans les communes de moins de 9 000 le conseil municipal élit en son sein des délégués dont le nombre dépend de la taille de la commune.
2. ↑  Dans les communes de 9 000 à 29 999 habitants, tous les conseillers municipaux sont délégués. Il n'y a pas de délégués supplémentaires
3. ↑  « Dans le cas où le conseil municipal est constitué par application des articles L. 2113-6 et L. 2113-7 du code général des collectivités territoriales relatif aux fusions de communes dans leur rédaction antérieure à la loi no 2010-1563 du 16 décembre 2010 de réforme des collectivités territoriales, le nombre de délégués est égal à celui auquel les anciennes communes auraient eu droit avant la fusion. » (Code électoral, article L284)

## Présentation des candidats
Les nouveaux représentants sont élus pour une législature de 6 ans au suffrage universel indirect par les grands électeurs du département. Dans le Cantal, les deux sénateurs sont élus au scrutin majoritaire à deux tours. Ils sont 6 candidats dans le département, chacun avec un suppléant.
| N°  | Candidats | Candidats            | Parti | Principales fonctions                  |
| --- | --------- | -------------------- | ----- | -------------------------------------- |
| T01 |           | Jean-Pierre Roume    | PCF   |                                        |
| S01 |           | Denise Valat         | PCF   |                                        |
| T02 |           | Vincent Descoeur     | UMP   | Président du conseil général           |
| S02 |           | Marie-Paule Quairel  | UMP   | Présidente de la CC du Pays de Massiac |
| T03 |           | Jacques Mézard       | PRG   | Sénateur sortant                       |
| S03 |           | Josiane Costes       | PRG   | Conseillère générale                   |
| T04 |           | Robert Heyraud       | FN    |                                        |
| S04 |           | Anne Faurot          | FN    |                                        |
| T05 |           | Gérard Salat         | PS    |                                        |
| S05 |           | Florence Marty       | PS    |                                        |
| T06 |           | Pierre Jarlier       | UDI   | Sénateur sortant, maire de Saint-Flour |
| S06 |           | Marie-Paule Bouquier | UDI   | Maire de Vitrac                        |

## Résultats
|             | Jacques Mézard    | PRG         | 303 | 57,82  |  |  |
|             | Pierre Jarlier    | UDI         | 271 | 51,72  |  |  |
|             | Vincent Descoeur  | UMP         | 249 | 47,52  |  |  |
|             | Gérard Salat      | PS          | 99  | 18,89  |  |  |
|             | Jean-Pierre Roume | PCF         | 20  | 3,82   |  |  |
|             | Robert Heyraud    | FN          | 7   | 1,34   |  |  |
|             |                   |             |     |        |  |  |
| Inscrits    | Inscrits          | Inscrits    | 535 | 100,00 |  |  |
| Abstentions | Abstentions       | Abstentions | 7   | 1,31   |  |  |
| Votants     | Votants           | Votants     | 528 | 98,69  |  |  |
| Blancs      | Blancs            | Blancs      | 4   | 0,76   |  |  |
| Nuls        | Nuls              | Nuls        | 0   | 0,00   |  |  |
| Exprimés    | Exprimés          | Exprimés    | 524 | 99,24  |  |  |